# Сидоренко, Лена Николаевна
Лена Николаевна Сидоренко (также Сидаренко, Бергер; (1925—2006) — советский учёный-медик, доктор медицинских наук, профессор, член Датской кардиохирургической ассоциации и Советско-американской группы по кардиохирургии, Заслуженный деятель науки и техники Украинской ССР (1975).

## Биография
Родилась 6 марта 1925 года в Крыму в городе Евпатория; отец работал мастером на мукомольном предприятии, мать — в одном из санаториев города.
В годы оккупации Крыма немецкими войсками семья проживала в Евпатории.
После освобождения Крыма Лена Сидоренко окончила с отличием 10 классов вечерней школы и в 1945 году поступила на лечебный факультет Крымского медицинского института им. И. Сталина (ныне Медицинская академия имени С. И. Георгиевского), который также с отличием окончила в 1950 году. По распределению была направлена на работу в Казахскую ССР, где сначала работала ординатором-фтизиатром в Карагандинской городской противотуберкулезной больнице, а через год была назначена заведующей хирургическим отделением и заместителем главного врача по лечебной работе этого лечебного учреждения.
Выполняя успешно сложные операции с хорошими результатами, была замечена опытными медиками-хирургами; её предложили стажировку в любом городе Советского Союза, Лена Николаевна выбирала Киев. В стенах Киевского НИИ туберкулеза и грудной хирургии (ныне Национальный институт фтизиатрии и пульмонологии им Ф. Г. Яновского), молодой врач познакомилась с Николаем Михайловичем Амосовым, который распознал талант и научный потенциал Лены Сидоренко и ей обучение в аспирантуре. Однако Лена Николаевна вернулась в Казахстан, ещё несколько лет проработала в своей больнице и только в 1957 году поступила в аспирантуру Киевского государственного института усовершенствования врачей (ныне Национальная медицинская академия последипломного образования имени П. Л. Шупика), где Н. М. Амосов возглавлял кафедру грудной хирургии. Здесь в 1960 году она защитила кандидатскую диссертацию на тему «Плевропульмонэктомии в лечении туберкулезных эмпием плевры», а в 1962 году — в Киевском НИИ туберкулеза и грудной хирургии — докторскую диссертацию на тему «Операции с искусственным кровообращением при дефектах перегородки сердца».
В 1962—1978 годах являлась руководителем отдела сердечно-сосудистой хирургии Киевского НИИ туберкулеза и грудной хирургии, где впервые в стране и мире произвела операцию на искусственном кровообращении сердца в условиях барокамеры. Была помощником академика Н. М. Амосова. Затем занималась педагогической деятельность. и с 1978 по 1989 год работала заведующей кафедрой госпитальной хирургии Калининского государственного медицинского института (ныне Тверской государственный медицинский университет.
Лена Николаевна Сидоренко — автор 195 научных работ, в том числе трёх монографий, множества операций и уникальных методик хирургического лечения заболеваний сердца и сосудов, широко применяемых сегодня во всем мире в ведущих кардиохирургических клиниках. Под её руководством выполнены и успешно защищены 13 докторских и 22 кандидатские диссертации.
В 1989 году Лена Николаевна вышла на пенсию и переехала с семьей в Киев, а затем в город Зеленоград, где прожила до конца жизни. Умерла 19 мая 2006 года. Похоронена на Зеленоградском Северном кладбище (участок 14).

## Память
- На корпусе 1818 в 18 микрорайоне Зеленограда, где жила Лена Николаевна Сидаренко, ей установлена мемориальная доска.[4]
- 5 сентября 2017 года в Симферополе на здании Медицинской академии им. С. И. Георгиевского была открыта памятная доска, увековечивающая память Л. Н. Сидоренко.[5]